# Pulari
Pulari nenaseljeni otočić uz zapadnu obalu Istre, oko 2 km južno od Rovinja, 300 metara od obale. Na otočiću je pristanište i manji objekt.
Površina otoka je 19.383 m2, duljina obalne crte 522 m, a visina 2 metra.
U Državnom programu zaštite i korištenja malih, povremeno nastanjenih i nenastanjenih otoka i okolnog mora Ministarstva regionalnoga razvoja i fondova Europske unije, svrstan je kao "mali otočić". Pripada Gradu Rovinju.